# Katarzyna Pawlak-Mucha
Katarzyna Pawlak-Mucha (ur. 4 listopada 1985 w Warszawie) – polska urzędniczka państwowa i dziennikarka, w 2025 podsekretarz stanu w Kancelarii Prezydenta RP.

## Życiorys
Córka Bogusława i Agnieszki. Ukończyła politologię ze specjalizacją marketing i doradztwo polityczne na Wydziale Dziennikarstwa i Nauk Politycznych Uniwersytetu Warszawskiego (2011). Przez ponad 10 lat pracowała jako dziennikarka, m.in. w „Gazecie Polskiej Codziennie”, „Rzeczpospolitej”, „Wprost” i TVN24.
W 2016 zatrudniona w Biurze Prasowym Kancelarii Prezydenta Rzeczypospolitej Polskiej, awansowała od specjalisty do zastępcy dyrektora biura. 43 lutego 2025 została powołana na stanowisko podsekretarza stanu w Kancelarii Prezydenta RP, odpowiedzialnego za sprawy kultury, dziedzictwa narodowego, patronatów i wystąpień. 5 sierpnia tego samego roku zakończyła pełnienie tej funkcji.

## Życie prywatne
W 2019 poślubiła dziennikarza Wojciecha Muchę.

## Odznaczenia
- Medal Wdzięczności ZHP (2025)[7]